# Theodor von der Beek
Theodor von der Beek (* 21. März 1838 in Kaiserswerth; † 15. März 1921 in Düsseldorf) war ein deutscher Porträt- und Genremaler der Düsseldorfer Schule.

## Leben und Werk

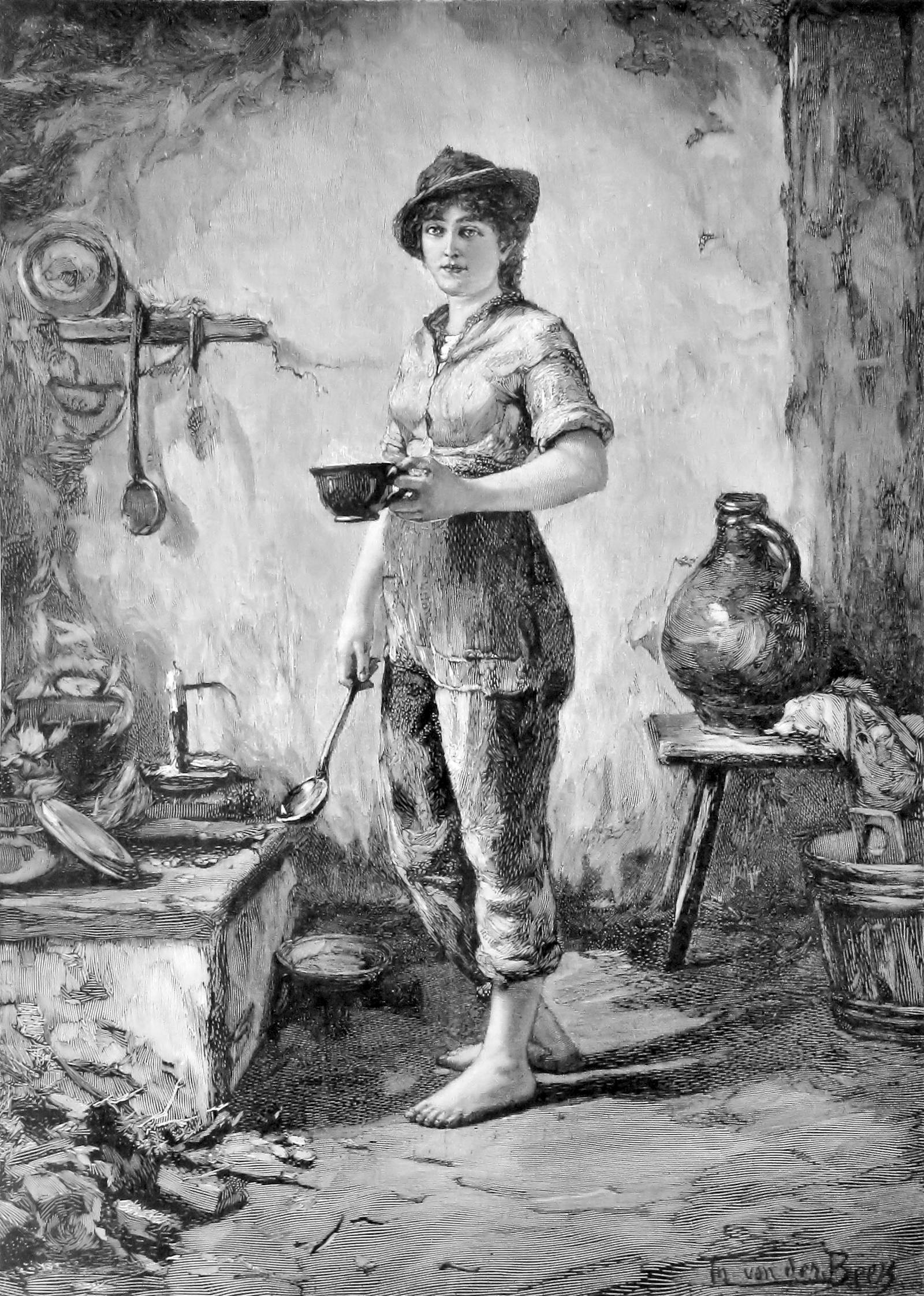
Die Sennerin Mirl, Illustration nach einem Gemälde von Theodor von der Beek in der Zeitschrift Die Gartenlaube, 1891

Zunächst im Geschäft seines Vaters, eines Bierbrauers, beschäftigt, trat von der Beek 1856 in die Elementarklasse von Andreas Müller an der Düsseldorfer Kunstakademie ein, wechselte 1859 in die Malklasse von Carl Ferdinand Sohn und war von 1862 bis 1866 in der Meisterklasse von Eduard Bendemann. Neben Bildnissen, darunter zahlreichen Selbstbildnissen, schuf er vielfigurige Kompositionen in der Landschaft oder in ländlichen Milieus und Interieurs, die an Werke von Ludwig Knaus, Benjamin Vautier oder Carl Hübner erinnern, u. a. Die Brautschuhe (1872, 1874), Ein Pfänderspiel (1880) oder Panischer Schrecken (1885). Reisen führten ihn in den 1890er Jahren nach Süddeutschland und Spanien und inspirierten ihn zu neuen Bildthemen, u. a. Die königliche Tabakfabrik in Sevilla oder Arabischer Tanz. Er beteiligte sich an vielen Ausstellungen, auch außerhalb Düsseldorfs, so in Berlin (Akademische Kunstausstellungen 1881, 1883, 1884, 1892; Jubiläums-Ausstellung 1886; Internationale Kunstausstellung 1896), Dresden (1883), Glasgow (1887), London (1877, 1896, 1898), München (1879, 1883), Hamburg (1887), Salzburg (1886) und Wien (1888). Seine erfolgreichsten Bildschöpfungen erschienen als Holzstichreproduktionen in illustrierten Zeitschriften, etwa Panischer Schrecken (Daheim, 1882), Wallfahrer an der Fähre und Ein Duett (Über Land und Meer, 1881 bzw. 1887) oder Ein Pfänderspiel (Die Gartenlaube, 1882). Von der Beek war Mitglied des Künstlervereins Malkasten.
In musealen Sammlungen befinden sich
- Wallfahrer an der Fähre (um 1880), Rheinisches Landesmuseum Bonn
- Kopf eines jungen Mädchens, Landesmuseum Mainz
- Zigeunermädchen, Westfälisches Landesmuseum, Münster
- Frauenporträt, Museum Wiesbaden
- Kleines Mädchen am See, Museum Wiesbaden